# کیزلیاروو (شهرستان زیانچورینسکی، باشقیرستان)
کیزلیاروو (انگلیسی: Kyzylyarovo, Zianchurinsky District, Republic of Bashkortostan) یک شهرک در شهرستان زیانچورینسکی استان باشقیرستان کشور روسیه است.